# Bandera de Rhode Island
La bandera de Rhode Island (Estats Units) és de color blanc i es compon d'una àncora d'or al centre (un símbol d'esperança), envoltada per tretze estrelles d'or (pels 13 primers estats dels EUA en què s'inclou Rhode Island). Un llistó blau per sota de l'àncora porta el lema de l'estat en or: "HOPE" (esperança). La bandera de l'Estat de Rhode Island, que existeix en l'actualitat va ser aprovada oficialment el 1897. Sovint, s'inclou una franja daurada al voltant de les vores de la bandera.

## Història

Bandera del governador

La bandera de l'estat de Rhode Island com existeix en l'actualitat es va adoptar formalment el 1897. Abans d'aquesta n'existia una altra igual a l'actual però sobre un camp blau sense la línia daurada per les vores. Ja en la dècada de 1640, l'àncora i la paraula "esperança" es van trobar al segell de Rhode Island, aquestes paraules dels emblemes van ser inspirats probablement per la frase bíblica "esperança que tenim com a àncora de l'ànima," que es troba en l'Epístola als Hebreus, versicle 6:18-19. els primers colons de Rhode Island van arribar-hi fugint de la persecució religiosa de Massachusetts a causa de les seves creences cristianes.
La bandera del Governador de Rhode Island es basa en la bandera anterior de l'estat. Igual que la majoria de les banderes de governadors nord-americans, hi ha quatre estrelles de cinc puntes en els cantons del camp.

## Estatut
L'estat de Rhode Island i Providence Plantantions van promulgar una legislació per aquesta bandera:
| « | § 42-4-3 Bandera estatal - La bandera de l'estat serà un camp blanc, de cinc i sis polzades de llarg (5'6 ") i de quatre peus i deu polzades d'ample (4'10"), portarà en el centre una àncora d'or, 22 polzades (22 ") d'alt, i sota d'ella una cinta blava de 24 polzades (24") de llarg i cinc polzades (5 ") d'ample, o en aquestes proporcions, amb el lema" Esperança "en lletres d'or sobre això, tot envoltat per tretze (13) estrelles d'or en un cercle. La bandera s'envolta amb una cinta de color daurat. | » |